# Human’s Pain
Human’s Pain – pierwszy album studyjny polskiej grupy muzycznej Yattering. Wydawnictwo ukazało się 2 czerwca 1998 roku nakładem wytwórni muzycznej Moonlight Productions. Płyta została wznowiona w 2001 roku przez wytwórnie muzyczne Renegade Records i Season of Mist. Nagrania zostały zarejestrowane w 1998 roku w olsztyńskim Selani Studio we współpracy z producentem Andrzejem Bombą.

## Lista utworów
Opracowano na podstawie materiału źródłowego.
| Nr  | Tytuł utworu                          | Długość |
| --- | ------------------------------------- | ------- |
| 1.  | „Intro” (utwór instrumentalny)        | 1:35    |
| 2.  | „The Feeling”                         | 3:59    |
| 3.  | „Unnormally Zone”                     | 5:10    |
| 4.  | „Annihilation Of Fellow Creatures”    | 3:54    |
| 5.  | „Eyes Can See...”                     | 4:00    |
| 6.  | „Demon’s Inoculate (Fourfold Change)” | 5:19    |
| 7.  | „Chase Of Thoughts”                   | 3:37    |
| 8.  | „Sexual Trauma”                       | 4:08    |
| 9.  | „Lost Within”                         | 2:08    |
| 10. | „...Taken Due...”                     | 5:01    |
| 11. | „Escape From The Scheme”              | 5:02    |
|     |                                       | 43:53   |

## Twórcy
Opracowano na podstawie materiału źródłowego.
| - Marcin „Svierszcz” Świerczyński – gitara basowa, wokal - Marek „Hudy” Chudzikiewicz – gitara elektryczna - Marcin „Ząbek” Gołębiewski – perkusja | - Andrzej „Andy” Bomba – produkcja muzyczna - Roman Dmowski – mastering - Krzysztof Iwin – okładka, oprawa graficzna |